# Метлев, Сергей
Сергей Метлев (род. 20 августа 1991, Таллин) — эстонский общественный деятель и журналист. Был членом Свободной партии Эстонии в 2014–2017 годах. Занимал должность советника парламентской фракции Свободной партии.  После ухода из партии Метлев занял должность руководителя сферы общественных связей и сотрудничества в Эстонском институте исторической памяти. 
С июня 2020 г. по апрель 2022 г. член правления Эстонского института исторической памяти.
С апреля 2022 г. является главным редактором изданий Postimees на русском языке.
Метлев является магистром юридических наук (диплом Тартуского Университета, 2018).
Метлев получил известность после инцидента в марте 2009 года с критикой заявлений посла России, который, комментируя положение с русским языком в Эстонии, говорил о преследовании эстонскими властями учителей русских школ и давлении на русскоязычных школьников . Метлев не согласился со словами российского посла, позднее он получил поддержку от эстонского министра науки и образования.

## Биография
Будучи русским, посещал детский сад с основным эстонским языком . 
С 1998 года обучался в Мустамяэской реальной гимназии Таллина, с 10-го класса активно участвовал в деятельности ученического представительства, впоследствии возглавил эту школьную организацию. 
В декабре 2008 года стал членом молодёжного общественного объединения «Открытая Республика», ныне член его правления. 
9 февраля 2009 года был избран в представительское собрание Ассамблеи ученических представительств, позднее стал её генеральным секретарем.

### Инцидент с заявлением
Метлев, будучи несовершеннолетним школьником, получил известность после того, как 9 марта 2009 года несколько крупнейших СМИ Эстонии опубликовали его «ответное заявление» по поводу интервью посла Российской Федерации в Эстонии Николая Успенского газете «Трибуна», в котором Успенский назвал Языковую инспекцию «репрессивным государственным органом», проводящим «кадровые чистки», и заявил, что «ситуация с русскими школами в Эстонии продолжает усугубляться», а «в школах оказывается негласное давление на русскоязычных школьников» . По мнению Метлева, «выводы посла о давлении на русских учеников являются абсурдными» и вообще «говоря о школах, посол должен поступать более дипломатично» .

В связи с тем, что критики Метлева обвинили его в том, что заявления были сделаны Метлевым по собственной инициативе и не отражают мнение Ассамблеи, Метлев заявил, что выступает от имени Ассамблеи , что было официально подтверждено самой Ассамблеей Ученических Представительств :
Представительское собрание подтверждает, что заявление генерального секретаря Ассамблеи Ученических Представительств Сергея Метлева отражает позицию нашей организации. Мы считаем несправедливыми обвинения посла России по поводу так называемых «репрессий» в отношении учеников и учителей русскоязычных школ Эстонии и расцениваем их как вмешательство во внутренние дела нашей страны.
 В школе мнения учеников разделились, Метлева переизбрали с поста председателя ученического самоуправления гимназии . По мнению представителей администрации гимназии, в которой обучался Метлев, он «явился, наверное, игрушкой в руках манипуляторов» . Гимназия принесла извинения российскому послу за слова Метлева . В совместном заявлении администрации, педагогов и учеников гимназии отмечалось, что они «глубоко возмущены» тоном высказывания Метлева, и считают тон и манеру заявления «недопустимыми». В заявлении также выражается сомнение, что Метлев сам был автором критической статьи . Депутат Таллинского горсобрания Николай Дегтяренко отметил, что учащимся следует хорошо учиться, а «не заниматься политическими интригами» .
Текст письма с извинениями и осуждением заявления Метлева вызвал, по словам заместителя директора гимназии, «шквал критики».  В частности, профессор международного права Евгений Цыбуленко считает, что «учителя русских школ продолжают воспитывать детей в советских традициях, продолжают воспитывать здесь пятую колонну». Он связал позицию педагогов с недавними событиями вокруг переноса памятника советским солдатам, когда множество молодых людей участвовало в погромах и беспорядках. 
По информации газеты «Вести», «Ассамблея ученических представительств» финансируется организацией «Открытая республика», которую возглавляет Евгений Криштафович, известный, по мнению газеты, своей проправительственной позицией . В газете написано, что, по мнению оппозиции, «госвещание в Эстонии обслуживает интересы правых партий, делая героями для русских Сергея Метлева и Евгения Криштафовича» . Политолог Илья Никифоров полагает, что Метлев «очевидно поёт с чужого голоса» . Метлев утверждает, что текст и идея его собственные. 
Министр науки и образования Эстонии Тынис Лукас заявил о недопустимости преследования школьника , в дальнейшем руководство гимназии под давлением министерства принесло Метлеву извинения . В связи с этими событиями портал ERR признал Сергея Метлева «Персоной недели» . Вице-мэр Таллина Яна Тоом назвала Метлева «умничкой» .

### Дальнейшая деятельность
В августе 2009 года Метлев был избран в правление «Открытой Республики». 19 ноября 2009 года Метлев и руководитель организации школьников-эстонцев Силе Лукк на протяжении рабочего дня сопровождали министра науки и образования Лукаса во всех его служебных действиях — в ходе акции, в частности, Метлев заменил Лукаса на пресс-конференции после очередного заседания Правительства Эстонии, познакомив журналистов с итогами заседания . По словам Лукаса, оба школьника могли бы в дальнейшем стать хорошими министрами образования .
Был выдвинут на премию «Деятель года в области эстонского языка» 2009 года «за открытое выражение позиции в поддержку эстонского языка и языковой политики Эстонии, а также за публичные выступления, подчеркивающие важность изучения и владения эстонским языком» и стал победителем конкурса.  Кандидатура Метлева была поддержана голосованием среди членов Общества эстонского языка при Академии наук Эстонии. 
До 16 марта 2010 года возглавлял Ассамблею ученических представительств .
30 июня 2010 года Метлев выиграл иск к газете «МК-Эстония» в связи с публикацией критической статьи «Минута славы Сережи Метлева» . В статье, в частности, говорилось, что Метлева ежедневно удаляют из друзей в социальных сетях; были приведены критические пояснения одноклассников Метлева, которые говорили на условиях анонимности, опасаясь преследования эстонских властей . Суд расценил наличие в тексте ряда цитат из интернета как нарушение закона и постановил выплатить Метлеву 5000 крон компенсации морального ущерба.  Сам Метлев, комментируя решение суда, сказал: 
Это решение будет сигналом о том, что доброе имя людей в Эстонии нельзя порочить. И если главный редактор еженедельника не может дать оценку работе своих журналистов, то это сделает суд
Он заявил, что большую часть компенсации передаст в бюджет Ассамблеи ученических представительств.
23 августа 2010 года Метлев принял участие в официальном возложении венков к Монументу свободы вместе с бывшим премьер-министром Эстонии Мартом Лааром и депутатом Европарламента от Эстонии Тунне Келамом .
В сентябре 2010 года Метлев стал членом Консультативного Совета при Министерстве образования Эстонии, который был создан в качестве альтернативы Совету русских школ, занимающему более радикальную позицию в отношении реформ в сфере образования. 
Метлев часто выступает на мероприятиях и в СМИ по различным вопросам, связанным со средним образованием в Эстонии. 
В 2014 году Сергей Метлев стал членом Свободной партии Эстонии и заявил о намерении баллотироваться в парламент. Покинул партию в начале 2018 года. 
C 2018 года входит в совет Эстонского союза общественных объединений.

## Награды
- Орден Белой звезды 5 класса (5 февраля 2025 года)[33]